# Micropodabrus fenchihuensis
Micropodabrus fenchihuensis es una especie de coleóptero de la familia Cantharidae.

## Distribución geográfica
Habita en Taiwán.